# Ма (народ)
Ма (в'єт. Mạ) — народ на півдні В'єтнаму з числа гірських кхмерів. Є однією з 54 офіційно визнаних етнічних груп В'єтнаму.
До складу ма входять субетнічні групи нган (в'єт. Mạ Ngắn), то (в'єт. Mạ Tô), соп (в'єт. Mạ Xốp) і крунг (в'єт. Mạ Krung).
За мовою та культурою близькі до сре, мнонгів і стієнгів.

## Розселення і чисельність

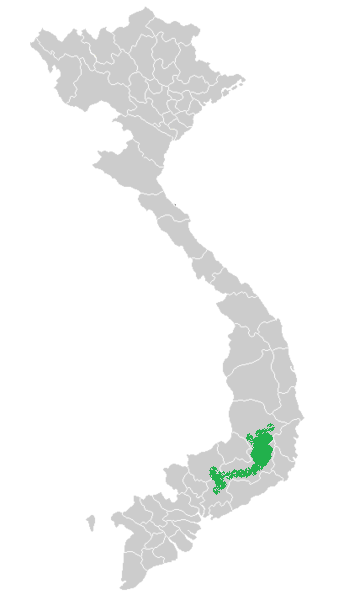
Райони розселення народу ма.

Розкидані на великій території, переважно в гірських районах південного В'єтнаму, найбільше в провінції Ламдонг. Живуть мішано із в'єтнамцями та іншими народами.
Чисельність ма за даними перепису населення 2009 року становила 41 405 осіб, найбільше в провінції Ламдонг — 31 869 осіб (2,68 % її населення); окремі групи також живуть у сусідніх провінціях: Дакнонг 6 456 осіб, Донгнай 2 436 осіб, Біньфиок 432 особи.

## Мова
Мова ма належить до південнобанарських мов австроазійської сім'ї. Іноді вважається діалектом мови сре (кого).
Існує писемність на основі латинської абетки.
Говорять також в'єтнамською.
Рівень грамотності рідною мовою 10-30 %, в'єтнамською 50-75 %.

## Господарство
Основні традиційні заняття ма: підсічно-вогневе землеробство, збиральництво, мисливство.
Вирощують рис, зернові, бавовник, тютюн, бульби, дині, гарбузи, перець, банани, цукрову тростину. Кава та чай були введені в господарство відносно недавно. Ма розчищають під посіви гірські ділянки землі. Перший рік їх засівають лише рисом. Після цього їх культивують ще декілька років, сіючи рис або інші культури, а тоді залишають під паром. Рис є головною продовольчою культурою. Вирощують переважно суходольний рис, для вирощування вологого рису використовуються тільки низинні ділянки та заливні луки, що затоплюються в сезон дощів. Використовуються примітивні ручні технології ведення сільського господарства з використанням мотики для обробки ґрунту та беззубих граблів для його вирівнювання.
Тваринництво недостатньо розвинене, хоча тримають курей, свиней, кіз та буйволів. Деякі сім'ї мають коней, а ще в кожному селі є слони, яких використовують для перевезення вантажів.
Ремесла носять домашній характер, здебільшого це плетіння і ткацтво. Жінки ма вважаються майстринями у виготовленні тканин. У багатьох селах є ковалі, які ремонтують сільськогосподарські інструменти.

## Поселення
Ма живуть селами, що звуться бон і налічують до 10 довгих хат на палях, мешканці яких походять від спільного предка. Довжина такої хати у минулому могла сягати 100 метрів і більше. Сучасні хати ма мають всього кілька десятків метрів завдовжки, іноді навіть менше десяти метрів. Бон має двосхилий дах, критий соломою.
Набувають поширення хати, що стоять на землі та мають чотирисхилий дах, подібні до в'єтнамських.

## Суспільство
Жителі села пов'язані між собою кровними або шлюбними зв'язками й утворюють сусідську громаду, більш-менш автономну у вирішенні своїх внутрішніх та господарських питань. Власність на землю та навколишні ліси є спільною.
Громаду очолює сільський голова, що зветься кванг-бон. Він має одного або двох помічників. Разом вони відповідають за використання лісів та сільськогосподарських земель, координують проведення польових робіт.
Кожна сім'я працює окремо і має власне житло (секція в довгій хаті або окрема власна хата). Проте, за потреби, можна взяти зерно у коморі іншої сім'ї, і ця дія не розглядатиметься як позичка.
Існує диференціація між багатими та бідними, але експлуатація людини людиною відсутня. Багатство набувається через власну працю та досвід господарювання. Багатство у ма виявляється насамперед у кількості накопичених гонгів та глечиків.
Сім'ї ма є патрилінійними. Розширена сім'я поступово зникає, поступаючись місцем нуклеарним сім'ям. Найстарший син має право на спадщину.
Шлюб патрилокальний (молоді йдуть жити хо хати чоловіка), але все ще мають місце рештки матрилокальності. Якщо молодий не має достатньо коштів, молодята після весілля йдуть жити до хати молодої. Лише коли чоловік зможе віддати сім'ї своєї дружини достатній викуп, він зможе привести свою половинку до себе додому. Поширені левірат, сорорат, кроскузенні шлюби (між дітьми брата та сестри).

## Побут

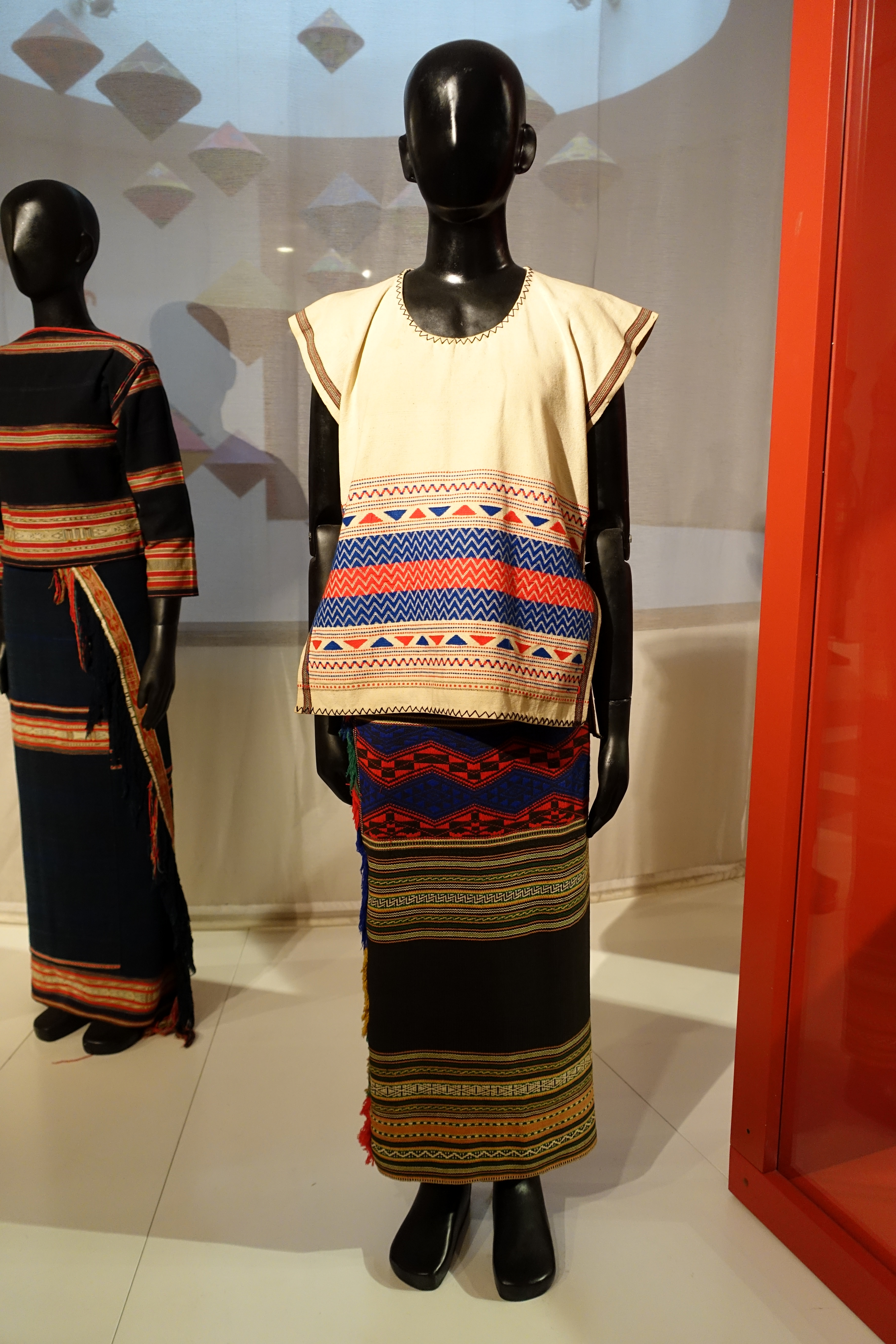
Жіночий костюм ма.

Традиційний чоловічий одяг — пов'язка на стегнах, орнаментована по краях вишивкою і торочкою, та коротка сорочка без рукавів. Жінки носять довгі спідниці та кофти.
Популярною жіночою прикрасою є намиста. Поширені також мідні кільця, які носять на зап'ястях і щиколотках. Зберігся звичай підпилювання зубів. Ма також розтягують мочка вух, щоб вкласти в них велике кільце зі слонової кістки або короткий шматочок бамбука.
Традиційна їжа — рис, овочі, іноді риба. М'ясо їдять на свята. Основний напій — рисовий самогон (кан).

## Вірування й традиційні обряди
65 % ма дотримуються традиційних вірувань, 35 % — християни.
Традиційна релігія ма — анімізм, вони вірують в існування численних духів та надприродних сил, що впливають на життя людини.
Вірування й ритуали народу пов'язані із землеробством. Перед випалюванням чагарників виконується ритуал на честь бога Вогню, під час сівби та коли з'являються колоски рису проводять церемонію подяки богині-матері Рису. Але найбільшим святом вважається свято врожаю, яке щороку відбувається в грудні. Люди висловлюють подяку богу Неба за хороший урожай і просять у нього благополуччя і щастя на наступний рік. Свято триває декілька днів. Жителі села роблять генеральне прибирання, вдягають своє найкраще вбрання, збираються разом на бенкет, грають на гонгах, танцюють і співають. Центральне місце у святкуванні займає жертва буйвола, що є найвищим виявом подяки.

## Духовна культура
Фольклор ма представлений народними піснями, казками, міфами та легендами, пов'язаними з рідною землею, горами та річками, оповіданнями про створення світу та історію народу.
Народні музичні інструменти включають плоскі або випуклі мідні гонги, барабани та бамбукові флейти.